# Nijmeegsche Spoorwegmaatschappij

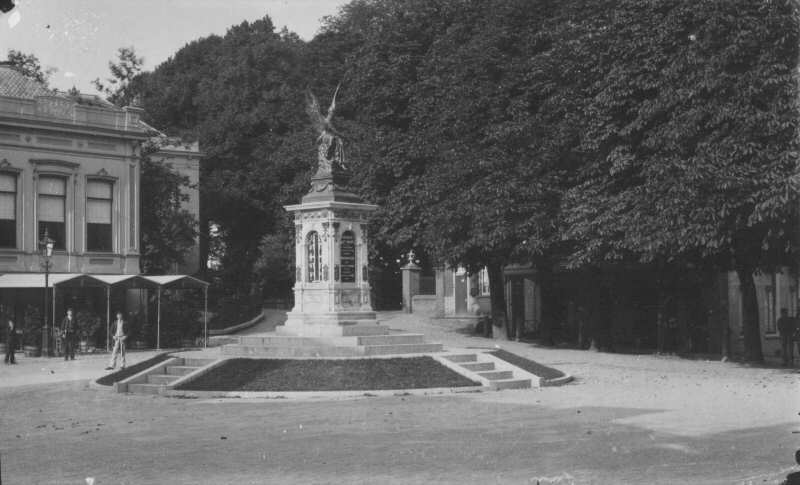
Foto uit 1890 van het monument ter ere van de totstandkoming van de spoorlijn

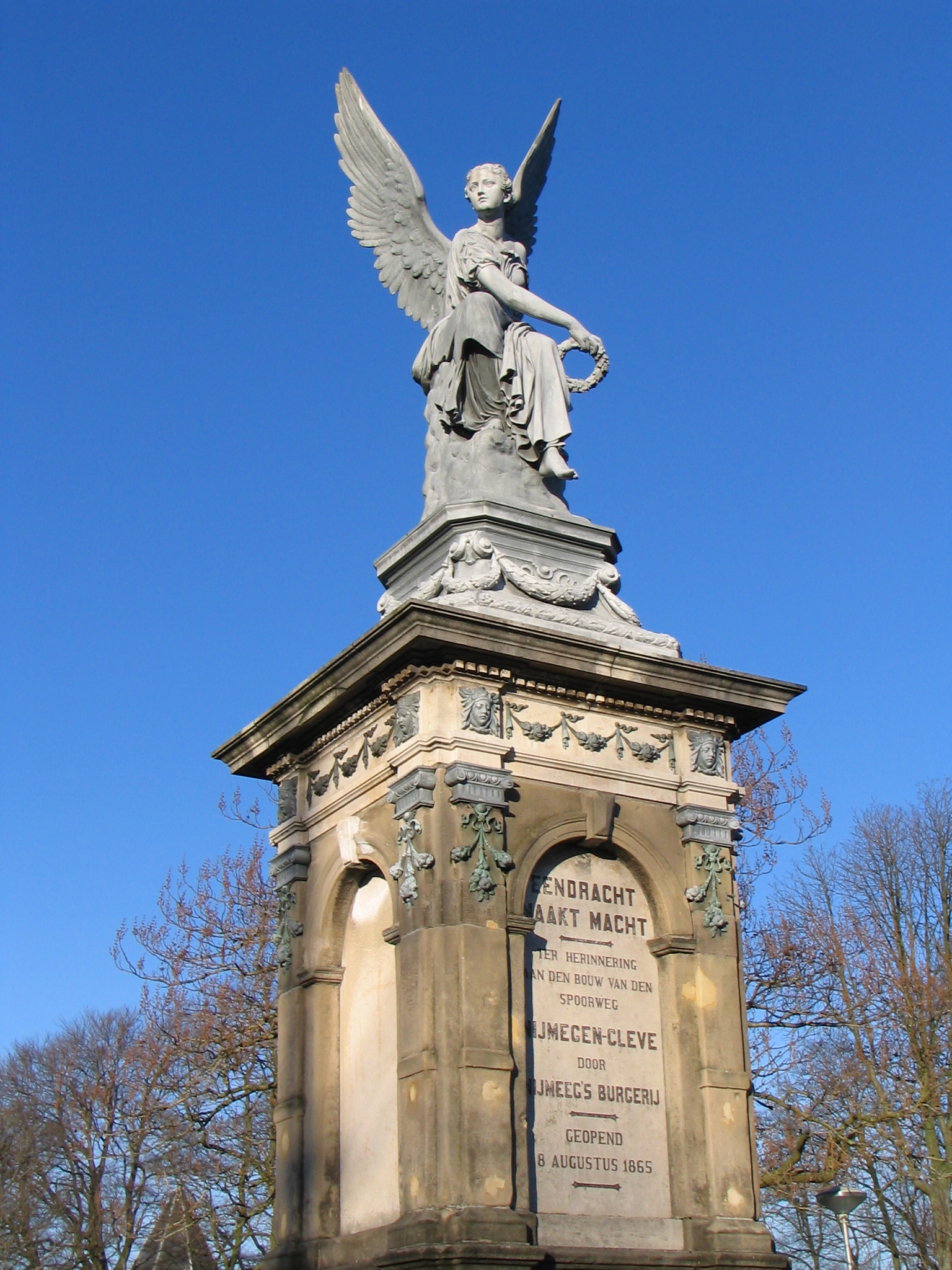
Foto van hetzelfde monument anno 2008

De Nijmeegsche Spoorwegmaatschappij (NSM) werd opgericht op 1 augustus 1863. Zij had als doel de aanleg en exploitatie van een spoorlijn tussen Nijmegen en de Duitse stad Kleef.

## Ontstaan van de NSM
Toen in de tweede helft van de 19e eeuw steeds meer steden op het spoorwegnet werden aangesloten wilde Nijmegen ook een spoorverbinding. Nijmegen werd destijds, door de status van vestingstad, ernstig gehinderd in zijn uitbreiding. Begin 1860 werd door de regering de (Spoorwegwet) ingediend. Onder andere zou Nijmegen met Arnhem, 's-Hertogenbosch, Venlo en Kleef een spoorwegaansluiting krijgen. De wet werd in de Tweede Kamer aangenomen maar in de Eerste Kamer met een meerderheid van drie stemmen verworpen, wat tot een kabinetscrisis leidde. Het volgende kabinet nam een gewijzigde Spoorwegwet aan waarin Nijmegen geen spoorwegaansluiting kreeg. De burgerij van Nijmegen begon vervolgens een lobby die resulteerde in het Nijmeegsch Spoorwegcomité. Deze lobbygroep, vertegenwoordigd door de Nijmegenaren W.J. Triebels (secretaris) en A. Noorduijn jr. (voorzitter), kreeg bij ministerieel besluit op 29 juni 1861 een voorlopige concessie voor de aanleg van een spoorlijn richting Kleef.
Op 1 augustus 1863 werden de akte van oprichting en de statuten van de "N.V. Nijmeegsche Spoorwegmaatschappij" goedgekeurd. Hiermee was de oprichting van de spoorwegmaatschappij door het Nijmeegsch Spoorwegcomité een feit. Doel van de NSM was aanleg en exploitatie van een spoorlijn van Nijmegen naar de Duitse grens in de richting Kleef, in aansluiting op de daar geprojecteerde lijnen van de Rheinische Eisenbahn-Gesellschaft.

## Aanleg van de spoorlijn
Na het verkrijgen van de voorlopige concessie lag de aanleg van de spoorlijn door geldgebrek lange tijd stil. De regering weigerde, ondanks aandringen door invloedrijke Nijmegenaren zoals gasmagnaat F.J. Hallo en Tweede Kamerlid mr. C.J.A. Heydenrijck, gedurende lange tijd de benodigde subsidie te verstrekken.

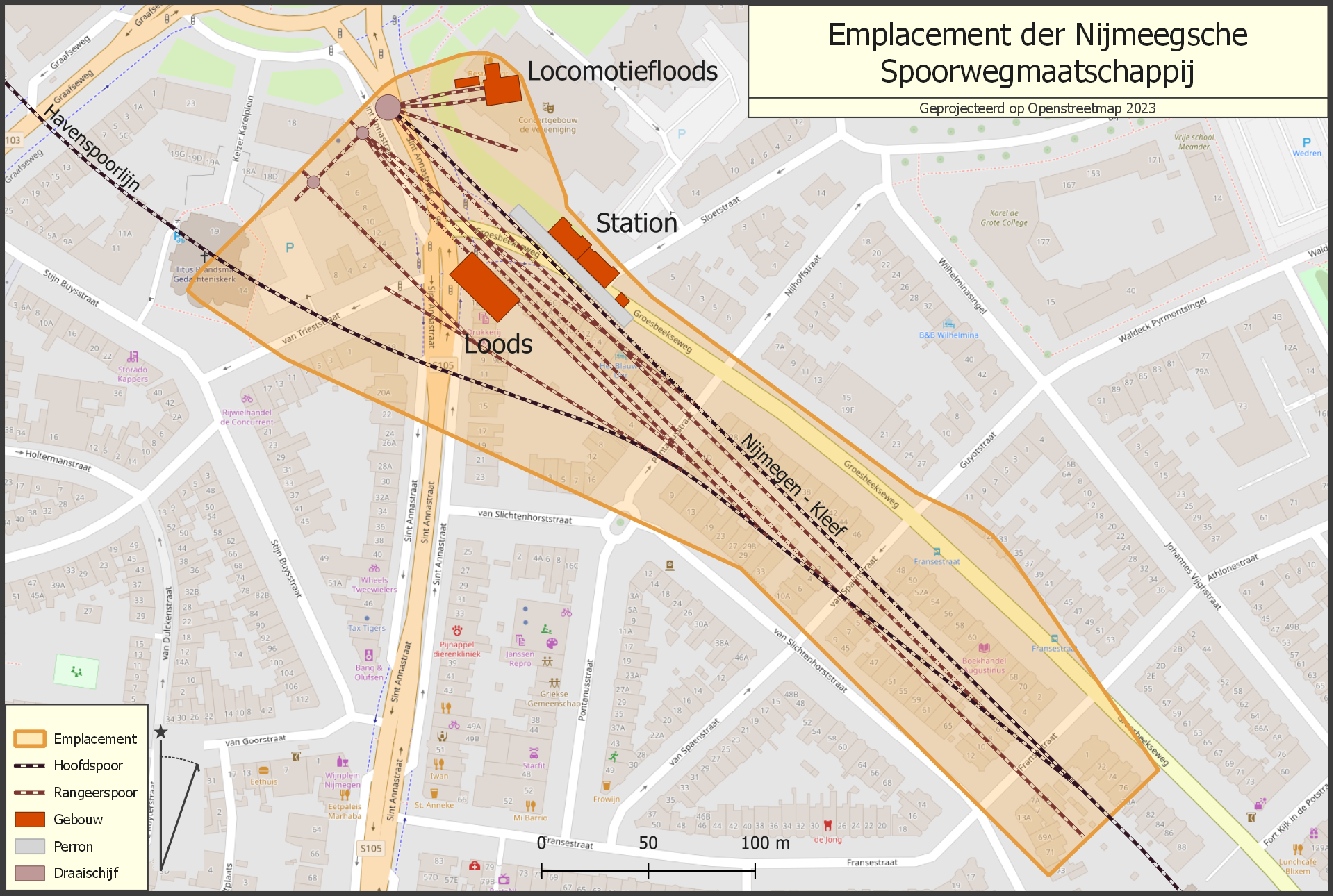
Het emplacement, zuidoost van waar later het Keizer Karelplein zou komen.

In maart 1865 was men aan het werk aan de spoorweg. Op 1 juni arriveerde de eerste locomotief in Nijmegen. In augustus werd de eerste proefrit gemaakt met gasten: De aandeelhouders zijn uitgenoodigd zich ten vier ure des namiddags te vereenigen aan het stationsgebouw, om vergezeld van de muzijk der infanterie de reis naar Kleef te ondernemen. Op 9 augustus 1865 wordt de spoorlijn Nijmegen - Kleef voor vervoer opengesteld. Hiermee was het doel van de Nijmeegsche Spoorwegmaatschappij (en dus ook het Nijmeegsch Spoorwegcomité) bereikt. Als dank voor haar inzet werd op de laatste algemene vergadering van de NSM op 17 november 1882 besloten om een herinneringsmonument te plaatsen. Het monument, gebouwd door stadsarchitect Jan Jacob Weve met een sculptuur van Christian Daniel Rauch, werd in 1884 op het Nijmeegse Valkhof geplaatst en staat daar nog steeds.
De NSM heeft sindsdien ook pogingen ondernomen om concessie te verkrijgen voor de aanleg van een spoorlijn van Nijmegen naar Arnhem. De uitvoering hiervan stuitte op grote financiële problemen omdat kostbare bruggen over de Rijn en Waal moesten worden gebouwd. Het was ten slotte de Maatschappij tot Exploitatie van Staatsspoorwegen die voldoende subsidie van de regering wist los te krijgen, waarna in 1879 de spoorlijn Arnhem - Nijmegen werd aangelegd. Hiermee werd Nijmegen uiteindelijk aangesloten op het Nederlandse spoorwegnet.

## Exploitatie, overname en opheffing
De exploitatie van de spoorlijn Nijmegen - Kleef was van begin af aan in handen van de Rheinische Eisenbahn-Gesellschaft, die in Duitsland de aansluitende spoorlijnen al exploiteerde. Omdat Pruisen de spoorlijnen nationaliseerde werd op 1 januari 1886 de REG opgeheven en opgenomen in de Preußische Staatseisenbahnen. Datzelfde jaar is nog voor korte tijd (van 1 april tot 1 juli 1886) de exploitatie in eigen handen geweest, om ten slotte per laatstgenoemde datum over te gaan op de Hollandsche IJzeren Spoorweg-Maatschappij.
De HIJSM kwam gaandeweg in het bezit van een meerderheidsaandeel in de NSM en bij overeenkomst van 25 maart 1907 kreeg de HIJSM het recht om het Nederlandse gedeelte van de lijn te kopen, waarvan zij in 1923 gebruik maakte. Hierop had Nijmeegsche Spoorwegmaatschappij geen bestaansrecht meer en zij ging op 1 juli 1923 in liquidatie.

## Herleving
De VIEV wou de NSM weer tot leven roepen met het plan om in 2020 weer grensverkeer te gaan rijden. Dit is tegengehouden door Den Haag.